# Idioma guenoa
El idioma guenoa (también güenoa o guenoa-minuán) fue un idioma de la familia de lenguas charrúas hablado por la etnia guenoa-minuán que habitaba mayoritariamente en el este del río Uruguay. Es una lengua muerta para la que no hay casi documentación.

## Descripción histórica
El único registro de esta lengua se realizó en un proceso de gramatización de las lenguas indígenas durante la época colonial de América, en el que se ponía por escrito a través de diccionarios, gramáticas u otras obras aquellas lenguas que hasta el momento eran orales. En el caso del idioma guenoa, el registro escrito se realizó en un catecismo con propósitos evangelizadores, que a menudo constituían breves repertorios de palabras para construir oraciones sin mucho cuidado por las estructuras gramaticales. El ábate Lorenzo Hervás y Panduro publicó en 1787 este catecismo.
Hervás y Panduro en 1784 escribió sobre la lengua en su Catalogo delle lingue conosciute, que dijo que la hablaba la nación guenoa, habitante de las tierras al oriente del río Uruguay y al sur de las misiones guaraníticas. El ábate Sánchez le comunicó a Hervás y Panduro que habían quedado algunos manuscritos de la lengua guenoa en la misión de San Borja, mientras que el ábate Camaño le envió el catecismo en guenoa, y no le encontró similitud alguna con los idiomas hablados en Paraguay.

## Texto de ejemplo
Güenoa es conocido por una breve catequesis del siglo XVIII citada por Lorenzo Hervás y Panduro en italiano. El texto de muestra que aparece a continuación, originalmente de Hervás y Panduro (1787: 229), ha sido reproducido de Vignati (1940).
| güenoa                                                       | italiano                                        | traducción al español                          |
| ------------------------------------------------------------ | ----------------------------------------------- | ---------------------------------------------- |
| Mana hum Tupa amat atei                                      | Dimmi, c'è Dio?                                 | Dime ¿existe Dios?                             |
| An, Tupa amat onat                                           | Sì, Dìo c'è.                                    | Sí, Dios existe.                               |
| Tupa retant atei                                             | Dii quanti sono!                                | ¡Dioses, cuántos hay!                          |
| Yut isa                                                      | Uno solamente.                                  | Solo uno.                                      |
| Guar-ete Tupa                                                | Chi è Dìo?                                      | ¿Quién es Dios?                                |
| On, dik Ineu, dik Espiritu-santo, detit persona              | Padre, Figliuolo, Spirito Santo, tre persone,   | Padre, Hijo, Espíritu Santo, tres personas,    |
| Tupa yut tem amat                                            | Dio uno solo.                                   | Un Dios.                                       |
| Guarete ëeuvuit edam dik eutemar, esek evvau etsi ueda atei? | Chi è stato, che si è fatto uomo per noi altri? | ¿Quién fue el que se hizo hombre por nosotros? |
| Tupa-ineu                                                    | Di Dio il figlio.                               | El hijo de Dios.                               |
| Hapatan retant                                               | Come si chiama?                                 | ¿Como se llamaba?                              |
| Hesu-Kisto                                                   | Gesu Cristo.                                    | Jesucristo.                                    |
| Hallen atei Hesu-Kisto                                       | Morto fu Gesu Cristo?                           | ¿Murió Jesucristo?                             |
| Hallen                                                       | Morì.                                           | Él murió.                                      |
| Retanle dik hallen?                                          | Per quale fine morì?                            | ¿Por qué murió?                                |
| Ramudi mar natios taamaban asari                             | Noi a liberare da nostri peccati,               | Para liberarnos de nuestros pecados.           |
| Dik inambi atei?                                             | E vivo ritorno?                                 | ¿Y regresó con vida?                           |
| An, onat inambi atei                                         | Sì, che vivo ritornò                            | Sí, regresó con vida.                          |
| Dik rambui hallen madram atei?                               | E noi morire abbiamo?                           | ¿Y tenemos que morir?                          |
| An, onat rambui hallen madram atei                           | Sì, che abbiamo morire.                         | Sí, morimos.                                   |

En 1913, Félix Outes, en su obra Sobre las lenguas indígenas rioplatenses, identificó entre los vocablos del catecismo quince términos comunes con el idioma chaná recogido por Dámaso Antonio Larrañaga, que según el autor indicaban un parentesco entre las lenguas: «atei», «guarete»/«guar-ete», «madram», «retanle», «retant» y «rambui».
Sixto Perea y Alonso en 1937 amplió la interpretación de los significados y usos de los vocablos guenoas basándose en el chaná de Larrañaga:
| Guenoa                           | Chaná antiguo                      | Español                                                                           |
| -------------------------------- | ---------------------------------- | --------------------------------------------------------------------------------- |
| Identificadas por Outes          |                                    |                                                                                   |
| an                               |                                    | sí                                                                                |
| atei                             | ti ten                             | ser                                                                               |
| detit                            |                                    | tres                                                                              |
| dik                              |                                    | y                                                                                 |
| guarete/guar-ete                 | guareptí                           | ¿quién?                                                                           |
| hallen                           |                                    | morir                                                                             |
| ineu                             |                                    | hijo                                                                              |
| madram                           | marán                              | (indica futuro)                                                                   |
| on                               |                                    | padre                                                                             |
| onat                             |                                    | que (conj.)                                                                       |
| retanle                          | retan/retás                        | ¿por cuál?/¿por qué?                                                              |
| retant                           |                                    | ¿cómo?/¿cuántos?                                                                  |
| rambui                           | ramptí/amptí                       | nosotros                                                                          |
| yut                              |                                    | uno; compárese con «detí»/«datít» del charrúa                                     |
| Identificadas por Perea y Alonso |                                    |                                                                                   |
| m-                               | m- (abreviación de «em» o «emptí») | tú; compárese con «m-» en la frase «misiajalaná» atribuida al idioma charrúa      |
| amat                             |                                    | existente                                                                         |
| asatí                            |                                    | bien                                                                              |
| eeuvuit edam                     |                                    | se hizo hombre                                                                    |
| esek                             |                                    | también                                                                           |
| etsi                             |                                    | por causa de                                                                      |
| hum                              | umptí                              | me                                                                                |
| inambi                           |                                    | resucitar                                                                         |
| isa                              |                                    | solamente                                                                         |
| mar                              |                                    | librar                                                                            |
| natios                           |                                    | (de) nuestras                                                                     |
| ramudi                           |                                    | nos (se preguntan Sabat Pebet y Figueira si no habrá sido error de transcripción) |
| Identificadas por Blixen         |                                    |                                                                                   |
| edam                             |                                    | (indica pasado); compárese con «dan» del chaná antiguo                            |